# 137066 Gellert-hegy
137066 Gellert-hegy este o planetă minoră (asteroid) din centura de asteroizi. A fost descoperită pe 23 noiembrie 1998 la Piszkéstetői Obszervatórium⁠(d) de Krisztián Sárneczky⁠(d) și a fost numită după Dealul Gellért. 
Obiectul prezintă o orbită caracterizată de o semiaxă mare de 1,9430458835457 UAi, o excentricitate de 0,09, o înclinație de 20,7 ° în raport cu ecliptica.